# 名古屋市立本陣小学校
名古屋市立本陣小学校（なごやしりつ ほんじんしょうがっこう）は、かつて名古屋市中村区松原町にあった公立小学校。

## 沿革
- 1956年（昭和31年）4月4日 - 名古屋市立則武小学校分校として開校[1]。
- 1960年（昭和35年）4月1日 - 名古屋市立本陣小学校として分離独立[1]。
- 2002年（平成14年）4月 - 本陣小学校と則武小学校、亀島小学校が統合され、名古屋市立ほのか小学校が開校、暫定的に本陣小学校校舎を利用する[2]。
- 2005年（平成17年）4月 - ほのか小学校が則武小学校跡地に新たに整備した校舎に移転[3]。
- 2006年（平成18年）4月1日 - 校舎を活用して名古屋都市産業振興公社が地域密着型ビジネス支援施設「COMBi本陣」を開設[4]。
- 2012年（平成24年）3月 - 校舎の老朽化などを理由に「COMBi本陣」を廃止[5]。
- 2023年（令和5年）1月4日 - 跡地に建設された中村区役所等複合庁舎に中村区役所等が移転[6]。